# Forest Hills (Tennessee)
Forest Hills – miasto w Stanach Zjednoczonych, w stanie Tennessee, w hrabstwie Davidson.